# Nisko-Plan

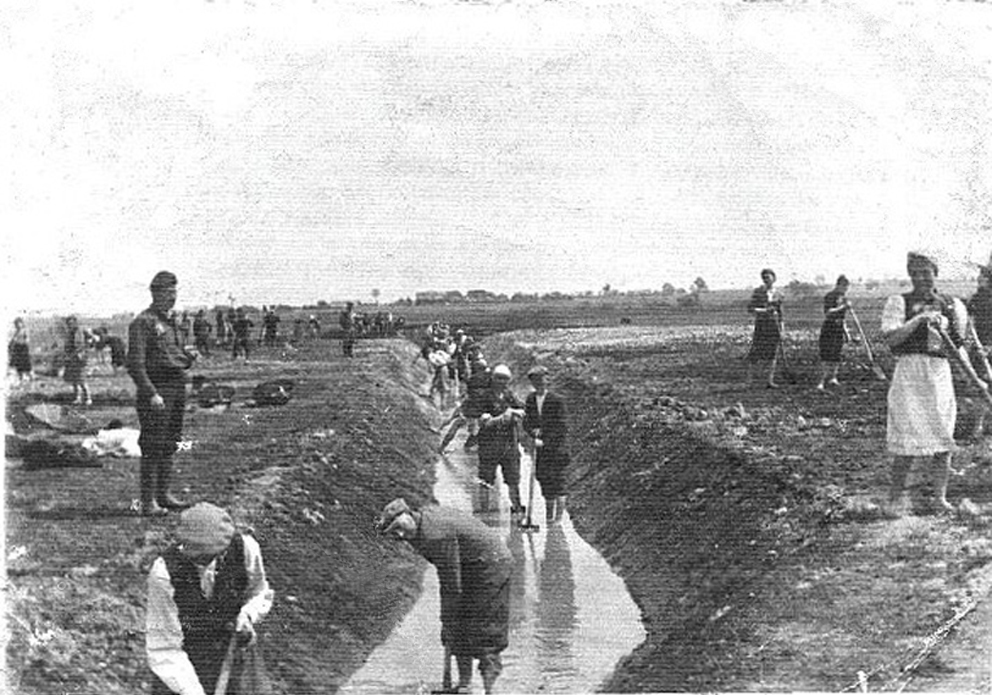
Jüdische Zwangsarbeiter in einem Arbeitslager (1940)

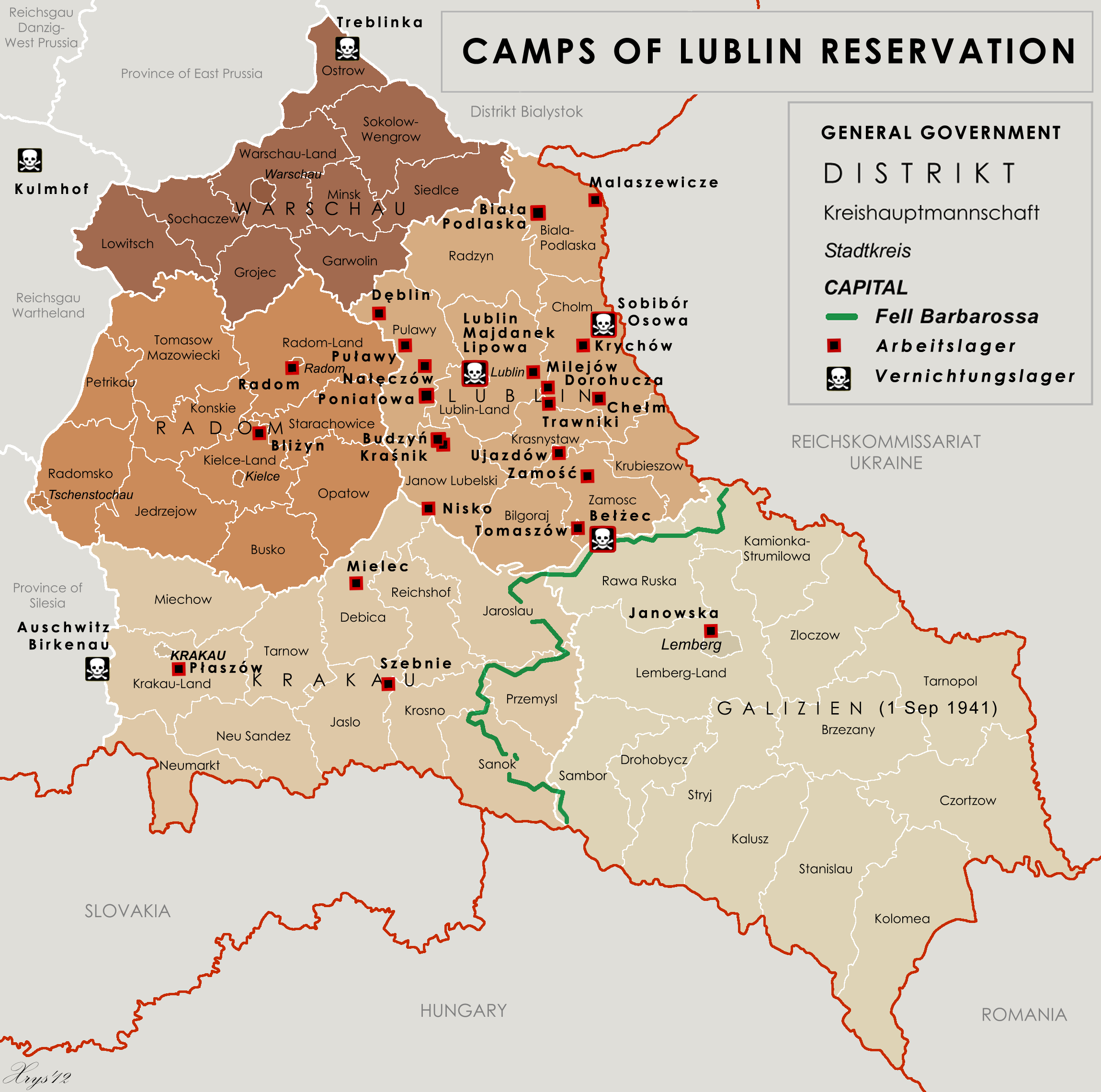
Konzentrations- und Vernichtungslager im Raum Lublin (1939)

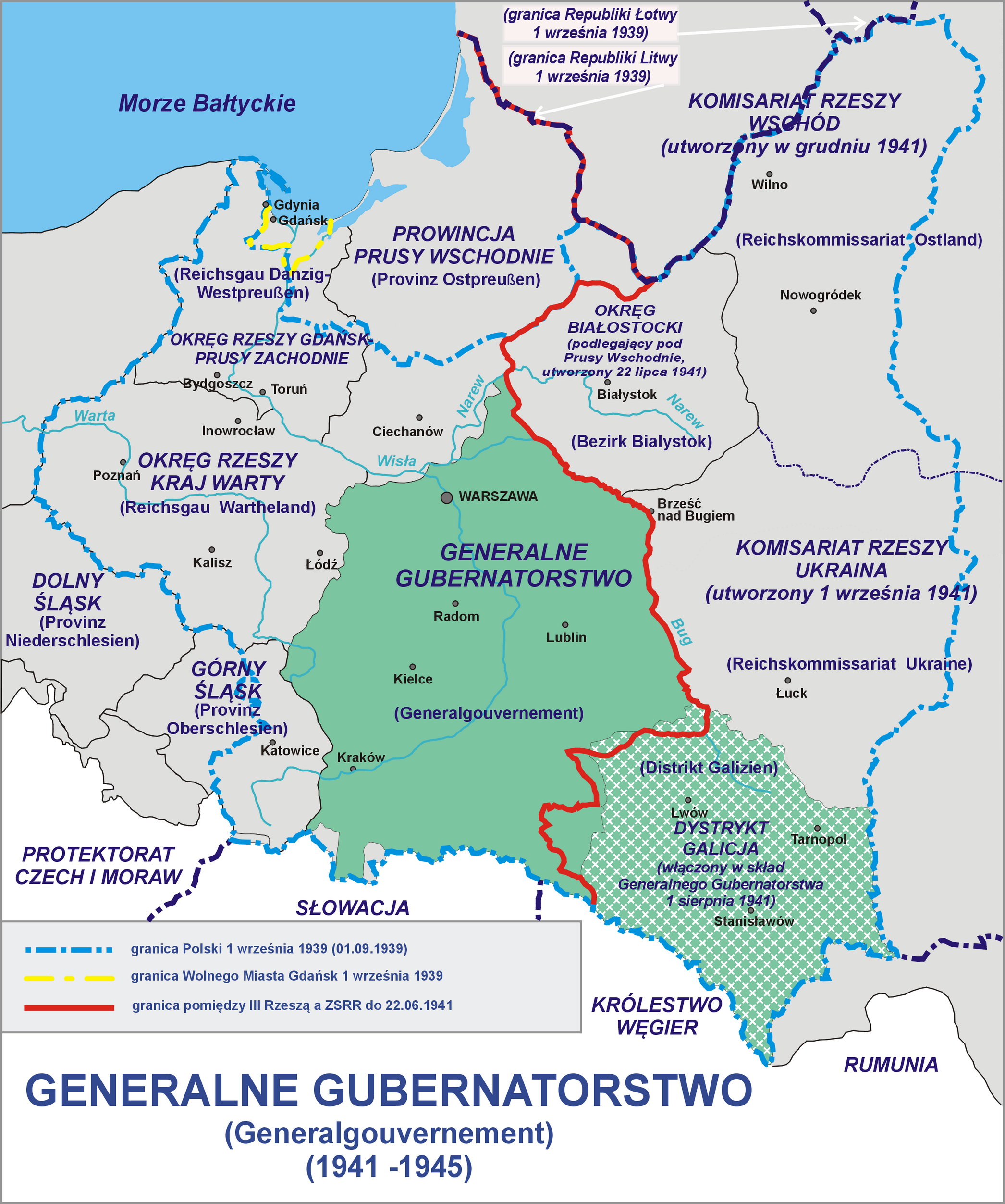
Karte des Generalgouvernements (1939)

Der Nisko-Plan oder Nisko-Lublin-Plan zielte auf die Schaffung eines „Judenreservates“ um Nisko und Lublin zwischen dem Bug und dem San Ende September und im Oktober 1939, kurz nach dem deutschen Überfall auf Polen, in das möglichst alle Juden aus Deutschland, Österreich und von der Wehrmacht besetzten Gebieten deportiert werden sollten.
Förderer des Plans, der kurz vor dem 21. September 1939 von Hitler genehmigt wurde, waren führende Ränge des Reichssicherheitshauptamtes (RSHA), Reinhard Heydrich, Gestapo-Chef Heinrich Müller und Kripo-Chef Arthur Nebe; Protagonist war aber Adolf Eichmann, Leiter der Zentralstelle für jüdische Auswanderung in Wien (für das angeschlossene Österreich), seit dem 16. März 1939 auch der Zentralstelle in Prag (für das Protektorat Böhmen und Mähren) und Chef des nach ihm benannten Amtes (IV B 4 für „Judenangelegenheiten, Räumungsangelegenheiten“). Die geplante Deportation so vieler Menschen in ein relativ kleines Gebiet durch diese späteren Haupttäter des Holocaust beabsichtigte damals schon den Tod vieler Deportierter, wie auch einige überlieferte Andeutungen erkennen lassen. Der Nisko-Plan wird darum auch als eine Vorstufe für die „Endlösung der Judenfrage“ eingeschätzt.
Praktisch durchgeführt wurden im Rahmen dieses Plans nur die Errichtung eines „Durchgangslagers“ in Zarzecze bei Nisko und fünf Deportationen aus Wien, Mährisch-Ostrau und Kattowitz. Weitere „Umsiedlungen“ wurden bereits Ende Oktober 1939 eingestellt; das Lager wurde im April 1940 aufgelöst.

## Geschichte
Am 21. September 1939 beorderte Adolf Hitler den Chef des Reichssicherheitshauptamtes (RSHA) Reinhard Heydrich und die Leiter der Einsatzgruppen aus dem neu eroberten Polen zu sich nach Berlin zum Rapport. Hitler hieß ein „Judenreservat“ an der Ostgrenze des Deutschen Reiches gut. SS-Sturmbannführer Adolf Eichmann war an der Konferenz anwesend und erhielt am 6. Oktober den Auftrag, Juden aus Kattowitz und Mährisch-Ostrau ins Generalgouvernement zu deportieren. Eichmann wollte mit Einverständnis des Gauleiters Josef Bürckel auch die Wiener Juden einbeziehen. Er veranlasste am 9. Oktober desselben Jahres, südwestlich von Lublin ein Barackenlager zu bauen. Dies sollte als Durchgangslager dienen. Von der Wiener jüdischen Gemeinde forderte er eine Liste mit 1000 bis 1200 Arbeitern, bestehend aus Tischlern, Zimmerleuten und Mechanikern, anzufertigen und diese für 4 Wochen für einen Aufenthalt in Mährisch-Ostrau abzukommandieren. Wien, so versprach Eichmann, sollte so binnen eines Dreivierteljahrs „judenfrei“ gemacht werden. Zwischen dem 12. und dem 15. Oktober 1939 suchte Eichmann zwischen Krakau und Warschau einen Standort für sein Lager. Er fand es in Nisko am Fluss San.
Zwischen dem 19. und dem 20. Oktober kamen drei Transportzüge mit 901 Deportierten aus Mährisch-Ostrau, 912 aus Wien und 875 aus Kattowitz in Nisko an. Es folgten zwei weitere Transporte mit 400 Personen aus Mährisch-Ostrau und etwa 1000 Personen aus Kattowitz.
Eichmann bezeichnete die Anlage gegenüber der jüdischen Gemeinde Wien zynisch als „Umschulungslager“ und malte ein rosiges Bild von einer neuen Existenz der Juden im Osten. Die Realität sah anders aus: Aus den Deportierten wurden die Arbeiter ausgesondert. Diese mussten auf einer aufgeweichten Wiese nahe Zarzecze ein Barackenlager errichten. Die Anderen wurden freigelassen, mit der Drohung, ja nicht wieder zurückzukommen.  Eichmann selbst erklärte, daß in diesem Raum ungefähr 1,5 Millionen Menschen konzentriert werden sollen.
Der stellvertretende Vorsitzende der Israelitischen Kultusgemeinde Wien und spätere „Judenälteste“ im Ghetto Theresienstadt, Benjamin Murmelstein, der mit anderen Funktionären aus Wien, Prag und Mährisch-Ostrau in das Lager Zarzecze deportiert wurde, gab in einem Interview mit Claude Lanzmann an, dort die Rede des Verantwortlichen Adolf Eichmann am 19. Oktober 1939 gehört zu haben, in der Eichmann den Halbsatz „...denn sonst...“ (Eichmann lächelte) „...heißt es eben sterben.“ sagte.  Lanzmann veröffentlichte Auszüge des Interviews in seinem Dokumentarfilm Der Letzte der Ungerechten von 2013.
Die Deportierten vom 27. Oktober aus Kattowitz und Wien wurden nicht im Durchgangslager aufgenommen, sondern weitergetrieben. Reichsführer SS Heinrich Himmler stoppte das Experiment und gab als Grund dafür technische Schwierigkeiten an. Die Umsiedlung von Volksdeutschen aus den besetzten Gebieten, die ebenfalls in seinen Zuständigkeitsbereich fiel, hatte für ihn Vorrang und nahm die verfügbaren Transportkapazitäten in Anspruch.

## Auflösung des Lagers
Am 14. April 1940 bestiegen alle Lagerinsassen sowie einige andere Evakuierte, insgesamt 501 Personen, einen Zug und fuhren in die Heimatorte zurück. Sie hatten Entlassungsscheine bekommen, die vom Höheren SS- und Polizeiführer Krakau Karl Zech am 26. März ausgestellt worden waren. Diese Auflösung eines SS-Lagers durch „Repatriierung“ ist einzigartig; 198 Juden wurden sogar nach Wien zurückgebracht.
Im Befehl zur Auflösung des Lagers heißt es, das Lager werde von der Wehrmacht gebraucht. Goshen nennt zudem noch eine „etwas triviale Hypothese“, bei der Moshe Merin vom Judenrat in Sosnowiec mit seinen außergewöhnlichen Beziehungen ins Ausland eine Rolle spielt.
Das Scheitern des Projekts hatte keine negativen Auswirkungen auf die Karriere Eichmanns, der zum zentralen Organisator der planmäßigen Judenvernichtung im Holocaust wurde.

## Deutungen
Als Hauptakteur der Nisko-Aktion macht Seev Goshen den karrieresüchtigen Eichmann aus, der „ohne wirklich verbriefte Legitimation eine Funktion zu erschleichen versuchte“, wohl in der Hoffnung, ein Erfolg werde eine Belohnung und förmliche Bestallung mit sich bringen. Bei der Durchführung der Aktion seien erhebliche regime-interne Informations- und Koordinationsdefizite deutlich geworden.
Peter Longerich verweist auf Heinrich Müller als Auftraggeber, die Rückendeckung durch Walther Stahlecker und Vollmachten Josef Bürckels, die Eichmann von vorneherein große Spielräume gegeben hätten. Die Nisko-Aktion sei als erster experimenteller Schritt zu weit umfassenderen Deportationen zu werten. Longerich stellt dar, bei der Nisko-Aktion sei beabsichtigt worden, eine größere Menge von Juden über die Demarkationslinie zu treiben oder sie hilflos im Lubliner Gebiet auszusetzen. Der Bau eines Durchgangslagers habe nur als Tarnung gedient, es sei tatsächlich eine „wilde Vertreibungsaktion“ gewesen, die keineswegs auf organisatorischem Unvermögen beruhe. Das Gebiet zwischen dem geplanten Ostwall und der Demarkationslinie habe keine ausreichenden Existenzbedingungen geboten; die Vertreibung dorthin hätte kurzfristig den Tod vieler Deportierter bedeutet und langfristig kein Überleben ermöglicht.
Nach Darstellung von Christopher Browning waren nicht Proteste des örtlichen Landrats, von Wehrmachtsdienststellen, von Hans Frank oder seitens der Sowjetunion für das abrupte Ende des Nisko-Experiments maßgeblich – alle diese Einwendungen erfolgten später. Der Befehl zur Einstellung dieser Deportationen kam eindeutig von Himmler persönlich. Vorrang habe die Suche nach Ansiedlungsraum für die Volksdeutschen in den annektierten polnischen Gebieten gehabt; darum habe die „Lösung der Judenfrage“ zurückstehen müssen. Alexandra Pulvermacher führt konkret die Unterbringung von Baltendeutschen an, für die Platz im Wartheland und in Danzig–Westpreußen gesucht wurde.